# Сандлер Леонід Григорович
Леонід Григорович Сандлер (нар. 1935) — інженер-конструктор.

## Біографія
Народився 1935 року. З 1954 року працював в інституті «Діпромісто». 1962 року закінчив Київський інженерно-будівельний інститут.
Під час проектування і будівництва приміщення Івано-Франківського театру брав безпосередню участь у проектуванні будівельних конструкцій всього глядацького залу театру. Здійснював авторський нагляд від початку і до завершення будівництва. Разом з архітекторами і художниками розробляв елементи декоративного оформлення, зокрема художньо-декоративне панно на головному фасаді, керамічне панно у фоє 2-го поверху і балкона цього поверху, підвісної стелі, декор, фонтана у вестибюлі театру, огорож балконів, сходів, декоративних люстр тощо.
Лауреат Державної премії УРСР імені Т. Г. Шевченка (за 1982 рік; разом з С. П. Сліпцем, Д. Г. Сосновим (архітекторами), А. С. Овчарем (столяром-червонодеревником), В. М. Лукашком (різьбярем), В. О. Шевчуком (художником), В. М. Вільшуком (скульптором) за використання мотивів народної творчості при створені приміщення музично-драматичного театру імені І. Я. Франка в Івано-Франківську).
Живе в Ізраїлі.